# Govert Deploige
Govert Deploige [uitspraak: 'ɣoːvərt 'dəplʋɑʒə] (Tongeren, 12 maart 1973) is een Vlaams acteur. Zijn bekendste rollen zijn die van dokter Michaël Bastiaens in Thuis en Steve Mertens in W817.

## Loopbaan
Deploige beleefde van 1999 tot 2003 zijn doorbraak als de homoseksuele student lichamelijke opvoeding Steven 'Steve' Mertens in de immens populaire jeugdserie W817, waarin hij de holebigemeenschap vier jaar lang eer aandeed. In 1999 won Deploige namens de reeks een çavaria-award voor zijn portrettering van het personage. Tevens zong hij tot 2003 in de W817 Band. Nadien van 2003 tot 2005 zong hij bij Wazzda. Andere band-leden waren Britt Van Der Borght (Zoë Zonderland) en Aagje Dom (Jasmijn De Ridder). 
Deploige speelde gastrollen in Mega Mindy (Peter), Flikken (Dino), Witse (Damiaan Minne, Toon), Aspe (Jacky), F.C. De Kampioenen (Didier), Zone Stad (Jeff Nash), Spring (kickerspeler in reeks 1 en boksleraar Koen in reeks 6) en Hallo K3! (pizzabezorger). Ook speelde hij John in Lisa (2021). Hij spreekt ook de stem in van Olaf in de Disney animatiefilms Frozen uit 2013 en de vervolgfilm Frozen II uit 2019.
Tussen 2007 en 2008 speelde hij hoofdverpleger Wim Michiels in de VTM-serie Spoed. In 2009 was hij te zien in Familie als Geert van Loo en in de periode 2013-2014 sporadisch opnieuw, maar dan in een andere rol namelijk die van architect Wouter Dewynter.
Govert presenteert sinds begin 2009 ook het Ketnet-programma Sherlock en was ook te zien in Wij van België. In 2010 had hij ook een gastrol in de Eén-reeks Goesting. In februari van dat jaar was hij ook de Vlaamse stem van Matreus in de Ketnetreeks 4 Tegen Z. Hij speelde ook een gastrol in Rox. Hij is de stemregisseur van de nieuwe natuurdocumentaire van Disney: Chimpanzee.
In 2016 verleende Deploige zijn stem aan een reclamespot voor het product Antikal.
Van 2017 tot 2018 nam Deploige enkele maanden de rol van Benny Coppens uit Familie over van Roel Vanderstukken. Vanderstukken revalideerde toen van een hartoperatie en zolang nam Deploige deze rol op zich.

## Persoonlijk leven
Deploige is getrouwd met Britt Van Der Borght, die Zoë Zonderland speelde in de vijf seizoenen van W817. Hij had al een zoon uit zijn vorig huwelijk met Katelijne Damen, zij een dochter.

## Filmografie
- F.C. De Kampioenen (1998) - als Didier
- Hof van Assisen (1998) - als Freddy De Clerck
- W817 (1999-2003) - als Steve Mertens
- Flikken (2001) - als Dino
- De Vermeire Exploison (2001) - als Johan
- Thuis (2001, 2003-2005, 2007) - als Michaël Bastiaens
- Chris & Co (2001) - als Michaël Bastiaens
- Plop en Kwispel (2004) - als papa
- Witse (2006) - als Damiaan Minne
- Aspe (2006) - als Jacky
- Mega Mindy (2007) - als Pierre/Peter
- Spoed (2007-2008) - als Wim Michiels
- Verschoten & Zoon (2007) - als stripper
- Spring (2008) - als Koen
- Zone Stad (2008) - als Jeff Nash
- Aspe (2008) - als Brecht Vermeiren
- Make-up (2008) - als Van
- Witse (2009) - als Toon
- Familie (2009) - als Geert Van Loo
- Sherlock (2009-2010) - als presentator
- Goesting (2010) - als Luc
- David (2010) - als lid van commissie medische ethiek
- Hallo K3! (2010) - als pizzaboy
- Rox (2011) - als Kevin
- Zone Stad (2012) - als Bruno Devos
- Wreck-It Ralph (2012) - als Zangief (stem)
- Binnenstebuiten (2013) - als Sander
- Albert II (2013) - als Daniel Stappaert
- Frozen (2013) - als Olaf (stem)
- Familie (2013-2014) - als Wouter Dewynter
- Aspe (2014) - als Peter Vissers
- W. (2014) - als rechercheur
- De avonturen van K3 (2015) - als Kapitein Sloep (stem)
- De avonturen van K3 (2015) - als Lukas (stem)
- Coppers (2016) - als Erwin Vandeputte
- Professor T. (2016) - als Rik Verstappen
- Familie (2017-2018) - als Benny Coppens
- Salamander (2018) - als Alain
- Frozen II (2019) - als Olaf (stem)
- Lisa (2021) - als John Bracke
- W817: 8eraf! (2021) - als Steve Mertens
- The Super Mario Bros. Movie (2023) - als Bowser